# Mark McKinney

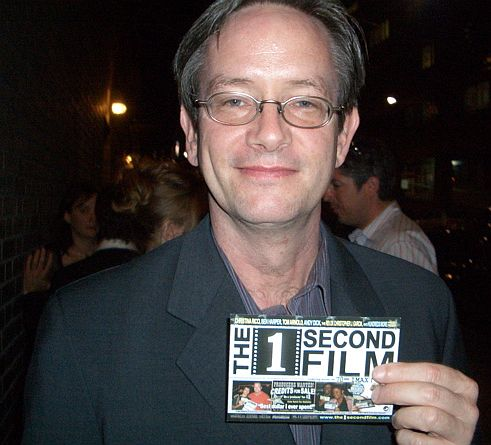
Mark McKinney 2004.

Mark Douglas Brown McKinney, född 26 juni 1959 i Ottawa, är en kanadensisk komiker och skådespelare, mest känd från Kids in the Hall. Efter arbetet med denna serie 1989-1995 var han med i Saturday Night Live 1995-1997.
McKinney föddes i Ottawa, och då hans far var diplomat växte han upp på olika ställen, som t.ex. Trinidad och Tobago, Paris, Mexico City och Washington, D.C.

## Filmografi i urval
- 1988–1995 – Kids in the Hall (TV-serie)
- 1995–1997 – Saturday Night Live (TV-serie)
- 1997 – Spice World
- 1998 – The Last Days of Disco
- 2003 – The Saddest Music in the World
- 2006 – 2007 (tio avsnitt)
- 2010 – Less Than Kind (TV-serie) (två avsnitt)